# توم رايت
توم رايت (بالإنجليزية : Tom Wright) هو مهندس معماري بريطاني ولد في سنة 1957. عُرِف بتصميم برج العرب في دبي-الامارات العربية المتحدة.

## سيرته
ولد في كرويدون في لندن الكبرى عام 1957. درس توم رايت في مدرسة رويال ريسل ومن ثم في جامعة كينغستون لمدرسة الهندسة المعمارية. استحق لقب مهندس معماري في 1983. ثم صار توم رايت مدير مركز ليستر دراو هينز بارو  العمرانية  , وبعدها انضم إلى أتكينز في 1991 وقد صار أحد أهم معماري أتكينز.
أصبح توم رايت مدير تصميم منتجع شاطئ الجميرا في دبي وقد صمم بنفسه برج العرب.
بدأ بتصميم البرج في أكتوبر 1993 وانتهى عام 1999. كان الهدف هو إنشاء رمز لدبي حيث يكون المبنى مرادفا للمكان، كما هو الحال مع دار أوبرا سيدني في سيدني وبرج إيفل في باريس.
بُني الفندق على شكل مركب شراعي عربي حيث يعكس تراث دبي للملاحة البحرية مع جانبها الحديث في التحرك نحو المستقبل.
في أكتوبر 2013 ترك توم رايت أتكينز مع مصممين آخرين هما حكيم خنوشي وجيكو كوروفيلا لإنشاء مركز WKK.

## روابط إضافية
- موقع توم رايت
- موقع WKK نسخة محفوظة 13 فبراير 2021 على موقع واي باك مشين.